# Cantonul Sainte-Mère-Église
Cantonul Sainte-Mère-Église este un canton din arondismentul Cherbourg-Octeville, departamentul Manche, regiunea Basse-Normandie, Franța.

## Comune
| Comune                      | Populație (1999) | Cod poștal | Cod INSEE |
| --------------------------- | ---------------- | ---------- | --------- |
| Amfreville                  | ...              | 50480      | 50005     |
| Angoville-au-Plain          | ...              | 50480      | 50010     |
| Audouville-la-Hubert        | ...              | 50480      | 50021     |
| Beuzeville-au-Plain         | ...              | 50480      | 50051     |
| Beuzeville-la-Bastille      | ...              | 50360      | 50052     |
| Blosville                   | ...              | 50480      | 50059     |
| Boutteville                 | ...              | 50480      | 50070     |
| Brucheville                 | ...              | 50480      | 50089     |
| Carquebut                   | ...              | 50480      | 50103     |
| Chef-du-Pont                | ...              | 50480      | 50127     |
| Écoquenéauville             | ...              | 50480      | 50170     |
| Foucarville                 | ...              | 50480      | 50191     |
| Gourbesville                | ...              | 50480      | 50212     |
| Hiesville                   | ...              | 50480      | 50246     |
| Houesville                  | ...              | 50480      | 50249     |
| Liesville-sur-Douve         | ...              | 50480      | 50269     |
| Neuville-au-Plain           | ...              | 50480      | 50373     |
| Picauville                  | ...              | 50360      | 50400     |
| Ravenoville                 | ...              | 50480      | 50427     |
| Saint-Germain-de-Varreville | ...              | 50480      | 50479     |
| Sainte-Marie-du-Mont        | ...              | 50480      | 50509     |
| Saint-Martin-de-Varreville  | ...              | 50480      | 50517     |
| Sainte-Mère-Église          | ...              | 50480      | 50523     |
| Sébeville                   | ...              | 50480      | 50571     |
| Turqueville                 | ...              | 50480      | 50609     |
| Vierville                   | ...              | 50480      | 50636     |